# Пол Гейт
Пол Гейт (англ. Paul Hait, 25 травня 1940) — американський плавець.
Олімпійський чемпіон 1960 року.